# Lat Krabang
Lat Krabang (en tailandés:ลาดกระบัง) es uno de los 50 distritos de Bangkok, Tailandia, que se localiza al este de la ciudad.
Es fronterizo (en el sentido de las agujas del reloj) con: los amphoe Bang Bo, Bang Sao Thong y Bang Phli (Provincia de Samut Prakan), Prawet, Saphan Sung, Min Buri y Nong Chok (Bangkok) y Mueang Chachoengsao (provincia de Chachoengsao).
En octubre de 2005, se hizo público el plan para crear el área administrativa especial de la provincia de Nakhon Suvarnabhumi alrededor del Aeropuerto de Bangkok. Lat Krabang podría ser incluido como uno de los cinco distritos de esta nueva división administrativa.

## Lugares de interés
- King Mongkut's Institute of Technology at Ladkrabang

## Administración
El distrito está dividido en seis subdistritos (Kwaeng).
| 1. | Lat Krabang         | ลาดกระบัง      |  |
| 2. | Khlong Song Ton Nun | คลองสองต้นนุ่น   |  |
| 3. | Khlong Sam Prawet   | คลองสามประเวศ |  |
| 4. | Lam Pla Thio        | ลำปลาทิว       |  |
| 5. | Thap Yao            | ทับยาว         |  |
| 6. | Khum Thong          | ขุมทอง         |  |

El Consejo del Distrito de Lat Krabang tiene 7 miembros, elegidos en 2006, todos ellos pertenecientes al Thai Rak Thai.